# Amyttacta rhodesica
Amyttacta rhodesica är en insektsart som beskrevs av Max Beier 1965. Amyttacta rhodesica ingår i släktet Amyttacta och familjen vårtbitare. Inga underarter finns listade i Catalogue of Life.